# Diaugasma
Diaugasma é um gênero de gastrópodes pertencente a família Raphitomidae.

## Espécies
- Diaugasma epicharta (Melvill & Standen, 1903)
- Diaugasma olyra (Reeve, 1845)

Espécies trazidas para a sinonímia
- Diaugasma marchadi (Knudsen, 1956):[2] sinônimo de Kyllinia marchadi (Knudsen, 1956)